# Moksha
Moksha (în traducere din sanscrită însemnând eliberare) este un termen utilizat de mai multe religii din India, cu precădere de hinduism, jainism, budism și sikhism, și se referă în principal la eliberarea din ciclul infinit de morți și reîncarnări, denumit Samsara. Totodată, simbolizează și izbăvirea de suferințele și limitele impuse de existența corporală.
Termenul Moksha este substituibil cu Mukti (pentru yoghini) și cu Nirvana, acesta din urmă utilizat mai ales de adepții lui Buddha.
Sufletul individual (Atman), odată eliberat, deține atribute divine, precum puritate, omniprezență și omnipotență, și nu mai este limitat de nimic. De altfel, conform credinței hinduse, în momentul atingerii stării de Moksha, sufletul individual se unește cu Spiritul tuturor lucrurilor (Brahman). Pe de altă parte, înainte de a atinge Moksha, deci când se află în interiorul individului, sufletul este afectat de Samsara și limitat de legile cauzalității temporale și spațiale (Karma).
Pentru a atinge Moksha, individul trebuie să dea dovadă de puritate, autocontrol, sinceritate și, foarte important, compasiune pentru toate formele de viață din lume.